# Mahboubine
Mahboubine (arabe : المحبوبين) est un village situé au cœur de l'île tunisienne de Djerba, à trois kilomètres à l'ouest de Midoun. Il porte un nom d'origine arabe signifiant « bien aimés ».
Le village est constitué de menzels entourant un petit espace commercial de part et d'autre de l'axe routier reliant Midoun à El May.
La mosquée du village dite « mosquée El Kateb » a été construite au début du XXe siècle par Ali El Kateb.